# バッチャー奇偶マージソート

八本の入力からなる、奇偶マージソート

 バッチャー奇偶マージソート(英: Batcher's odd–even mergesort) は、ケン・バッチャーによって考案された、要素数nに対して、大きさ O(n (log n)2) かつ深さ O((log n)2) のソーティングネットワークである。これは漸近的に最適（en:asymptotically optimal algorithm）ではないものの、ドナルド・クヌースは1998年、 AKSネットワークに関して「n が地球上の全てのコンピュータのメモリの全てに収まり切らないほど大きくない限り、バッチャーの方法のほうが (AKSネットワークよりも) 優れている」と述べた。NVIDIAの技術者であるマット・ファーの編によるGPU Gems 2の中で、効率的なグラフィックスプロセスハードウェアによるソートの簡単な実装法として紹介されたことにより有名になった。

## Pythonによる実装例
入力として、2の累乗の長さを持ったリストを取り、ソート済みリストを返す。
```
def
 
compare_and_swap
(
x
,
 
a
,
 
b
):

    
if
 
x
[
a
]
 
>
 
x
[
b
]:

        
x
[
a
],
 
x
[
b
]
 
=
 
x
[
b
],
 
x
[
a
]

 

def
 
oddeven_merge
(
x
,
 
lo
,
 
hi
,
 
r
):

    
step
 
=
 
r
 
*
 
2

    
if
 
step
 
<
 
hi
 
-
 
lo
:

        
oddeven_merge
(
x
,
 
lo
,
 
hi
,
 
step
)

        
oddeven_merge
(
x
,
 
lo
 
+
 
r
,
 
hi
,
 
step
)

        
for
 
i
 
in
 
range
(
lo
 
+
 
r
,
 
hi
 
-
 
r
,
 
step
):

            
compare_and_swap
(
x
,
 
i
,
 
i
 
+
 
r
)

    
else
:

        
compare_and_swap
(
x
,
 
lo
,
 
lo
 
+
 
r
)

 

def
 
oddeven_merge_sort_range
(
x
,
 
lo
,
 
hi
):

    
""" 区間lo と hiのソートを行う。

    注意: 端点 (lo と hi) は含むものとする。

    """

    
if
 
(
hi
 
-
 
lo
)
 
>=
 
1
:

        
# ひとつ以上の要素があった場合、入力を

        
# 長さの半分で前後に分割し、

        
# その後それぞれをマージソートする。

        
mid
 
=
 
lo
 
+
 
((
hi
 
-
 
lo
)
 
/
 
2
)

        
oddeven_merge_sort_range
(
x
,
 
lo
,
 
mid
)

        
oddeven_merge_sort_range
(
x
,
 
mid
 
+
 
1
,
 
hi
)

        
oddeven_merge
(
x
,
 
lo
,
 
hi
,
 
1
)

 

def
 
oddeven_merge_sort
(
x
):

    
oddeven_merge_sort_range
(
x
,
 
0
,
 
len
(
x
)
-
1
)

>>>
 
data
 
=
 
[
2
,
 
4
,
 
3
,
 
5
,
 
6
,
 
1
,
 
7
,
 
8
]

>>>
 
oddeven_merge_sort
(
data
)

>>>
 
data

[
1
,
 
2
,
 
3
,
 
4
,
 
5
,
 
6
,
 
7
,
 
8
]

```